# Graanwetten
De Graanwetten (Engels:Corn Laws) was een serie van importheffingen in het Verenigd Koninkrijk van Groot-Brittannië en Ierland die actief waren tussen 1815 en 1846. Hiermee werden vooral de (grote) Engelse landeigenaren beschermd tegen goedkope buitenlandse graanimporten. De Graanwetten worden vaak gezien als voorbeelden van Brits mercantilisme.

## Debat
Het (parlementair) debat over de Graanwetten tussen de Whig Party en de Conservatieven was fel. De Conservatieve Partij behartigde toen vooral de belangen van de landadel, terwijl de Whigs veelal hun aanhang vonden bij ondernemers. Buiten het parlement waren het vooral de tegenstanders van Graanwetten die zich lieten horen. De Anti-Corn Law League werd in 1838 in Manchester opgericht door ondernemers die voor vrijhandel waren, zoals Richard Cobden en John Bright. Het blad The Economist werd in 1843 opgericht en diende toen ook als spreekbuis van tegenstanders van de wetten.
De Graanwetten werden uiteindelijk in 1846 afgeschaft. De conservatief Robert Peel was van de noodzaak hiervan al eerder overtuigd geraakt, en hoopte hiermee ook dat de prijs van het brood in Ierland zou dalen (de voorboden van een hongersnood waren al zichtbaar). Een andere conservatief, Benjamin Disraeli, hield vast aan het protectionisme. Peels kabinet raakte dan ook in moeilijkheden, en werd na de val daarvan vervangen door een kabinet onder leiding van de Whig John Russell.